# Factoring
Factoring is een vorm van debiteurenfinanciering. Een ondernemer draagt zijn facturatie en debiteurenrisico over aan een gespecialiseerd bedrijf, de factoringmaatschappij. In ruil voor een vergoeding aan dit bedrijf ontvangt de ondernemer direct zijn geld. Hij hoeft dus niet te wachten totdat zijn facturen zijn betaald.
Hierbij wordt de debiteurenportefeuille uitbesteed aan een extern bedrijf; de factor. Deze factor kan zich beperken tot slechts de financiering van de debiteurenportefeuille, maar de opdrachtgever kan er ook voor kiezen het debiteurenbeheer en incasso uit te besteden aan de factor, waardoor de gehele debiteurenadministratie wordt overgenomen door de factor. Het bedrijf dat de debiteurenportefeuille aan de factor heeft overgedragen, dan wel verkocht, ontvangt daarvoor meestal een percentage van de omzet bij overdracht aan de factor (het verkoopbedrag minus een percentage voor de factoringmaatschappij in verband met kosten en rente, maar ook een inhouding om het risico van wanbetaling mee af te dekken). Dit wordt bevoorschotting genoemd en bedraagt gemiddeld tussen de 80 en 90%. Zodra de debiteur betaald heeft, ontvangt het bedrijf, dat zijn debiteuren heeft overgedragen, meestal nog een restbedrag.
De factor geeft per debiteur limieten af waarbinnen de aangesloten onderneming kan leveren. De normen zijn doorgaans ruimer dan bij bancaire financieringen. Zo kunnen veelal zonder problemen buitenlandse debiteuren in de dekking worden meegenomen.
Naast financiering van debiteuren kan dus ook het beheer van de debiteurenportefeuille aan de factormaatschappij worden overgedragen. Hierdoor is factoring van debiteuren zeer geschikt voor groeiende bedrijven, omdat de omvang van de financiering meegroeit met de omvang van de debiteurenportefeuille. Factoring kan net als financial lease en vastgoedfinancieringen geplaatst worden onder de noemer objectfinancieringen.

## Historie en trends
Factoring bestaat al jarenlang maar maakt sinds 2015 een opmars in Nederland. In dat jaar veranderden banken, die voorheen vrijwel de gehele markt voor hun rekening namen, voorwaarden als gevolg van nieuwe wetgeving (Basel III en Basel VI). Sindsdien zijn er diverse nieuwe spelers op de markt gekomen die elk hun eigen voorwaarden hebben. Zo is American Factoring, waarbij facturen per stuk of serie worden overgedragen, sindsdien in opkomst en een van de snelstgroeiende alternatieve financieringsvormen binnen het Nederlandse mkb. Sinds 2015 laat het Nederlandse bedrijfsleven de snelste groei in factoring volumes zien van heel Europa. In totaal werd er in 2008 voor €30 miljard aan facturen verkocht via factoringmaatschappijen, in 2017 was dit €90 miljard.